# Jorn Brondeel
Jorn Brondeel (Wetteren, 7 settembre 1993) è un calciatore belga, portiere dell'Eindhoven.

## Carriera
Ha esordito il 23 novembre 2013 con la maglia dell'Anversa in un match pareggiato 0-0 contro l'Hoogstraten.

## Statistiche

### Presenze e reti nei club
Statistiche aggiornate al 16 gennaio 2018.
| Stagione        | Squadra         | Campionato      | Campionato | Campionato | Coppe nazionali | Coppe nazionali | Coppe nazionali | Coppe continentali | Coppe continentali | Coppe continentali | Altre coppe | Altre coppe | Altre coppe | Totale | Totale | Totale |
| Stagione        | Squadra         | Comp            | Pres       | Reti       | Comp            | Pres            | Reti            | Comp               | Pres               | Reti               | Comp        | Pres        | Reti        | Pres   | Reti   |        |
| --------------- | --------------- | --------------- | ---------- | ---------- | --------------- | --------------- | --------------- | ------------------ | ------------------ | ------------------ | ----------- | ----------- | ----------- | ------ | ------ | ------ |
| 2013-2014       | Anversa         | TK              | 10         | -10        | CB              | 0               | 0               |                    | -                  | -                  |             | -           | -           | -10    | -10    |        |
| 2014-gen. 2015  | Anversa         | TK              | 4          | -5         | CB              | 1               | -1              |                    | -                  | -                  |             | -           | -           | 5      | -6     |        |
| gen.-giu. 2015  | Lierse          | PL              | 0          | 0          | CB              | 0               | 0               |                    | -                  | -                  |             | -           | -           | 0      | 0      |        |
| 2015-2016       | Lierse          | TK              | 32         | -41        | CB              | 1               | -2              |                    | -                  | -                  |             | -           | -           | 33     | -43    |        |
| 2016-2017       | NAC Breda       | EED             | 37+4       | -49;-3     | CO              | 0               | 0               |                    | -                  | -                  |             | -           | -           | 41     | -52    |        |
| 2017-2018       | Twente          | ERE             | 15         | -31        | CO              | 2               | -1              |                    | -                  | -                  |             | -           | -           | 17     | -32    |        |
| Totale Carriera | Totale Carriera | Totale Carriera | 102        | -139       |                 | 4               | -4              |                    | -                  | -                  |             | -           | -           | 106    | -143   |        |

## Palmarès

### Club

#### Competizioni nazionali
- Eerste Divisie: 1

Twente: 2018-2019